# Мартіна Вальтер
Мартіна Вальтер (нім. Martina Walther, 5 жовтня 1963) — східнонімецька академічна веслувальниця.
Олімпійська чемпіонка 1988 року в складі розпашної четвірки зі стерновою.